# John Fitzmaurice (Politikwissenschaftler)
John Fitzmaurice (* 18. November 1947 in Kopenhagen; † August 2003 in Brüssel) war ein britischer Politikwissenschaftler und Politiker.

## Leben und Wirken
John Fitzmaurice studierte Politikwissenschaft und Wirtschaftswissenschaft an der University of Bristol. Hauptberuflich war er dann Mitarbeiter der Europäischen Kommission und zwar in ihrem Verbindungsbüro zum Europäischen Parlament. Seine politische Aktivität entfaltete er als Mitglied der britischen Labour Party, für die er dreimal, allerdings erfolglos, für ein Abgeordnetenmandat im Unterhaus kandidierte (1987, 1992 und 1997). Er leitete außerdem das Verbindungsbüro der Labour Party am Sitz der Europäischen Gemeinschaft in Brüssel und war stellvertretender Vorsitzender der Co-operative Party, einer Schwesterpartei der Labour Party. Als Dozent für Politikwissenschaft wirkte Fitzmaurice an der Université libre de Bruxelles.
Als Politikwissenschaftler veröffentlichte Fitzmaurice mehrere Arbeiten über das Europäische Parlament und die politischen Systeme von Dänemark, Belgien, Österreich, der baltischen Staaten und Kanada.
Zu seinem Gedenken veranstaltet die Brüsseler Vertretung der Labour Party in jedem Jahr eine Vortragsveranstaltung.

## Veröffentlichungen (Auswahl)
- The party groups in the European Parliament. Saxon House, Farnborough 1975, ISBN 0-347-01063-6.
- National parliaments and European policy-making. The case of Denmark. In: Parliamentary affairs, Bd. 29 (1976), S. 281–292.
- The European Parliament. Saxon House, Farnborough 1978, ISBN 0-566-00168-3.
- Direct elections and the future of the European Parliament. In: West European politics, Bd. 1 (1979), S. 208–225.
- (mit Robert Jackson): The European Parliament. A guide for the European elections. Penguin, Harmondsworth 1979, ISBN 0-14-052330-8.
- Reflections on the European elections. In: West European politics, Bd. 3 (1980), S. 230–241.
- Politics in Denmark. Hurst, London 1981, ISBN 0-905838-54-8.
- The politics of Belgium. Crisis and compromise in a plural society. Hurst, London 1983 (2. Aufl. 1988, ISBN 1-85065-038-1).
- Belgium: Reluctant federalism. In: Parliamentary affairs, Bd. 37 (1984), S. 418–433.
- Quebec and Canada. Past, present and future. Hurst, London 1985, ISBN 0-905838-94-7.
- Security and politics in the Nordic area. Avebury, Aldershot 1987, ISBN 0-566-05035-8.
- An analysis of the European Community's co-operation procedure. In: Journal of common market studies, Bd. 26 (1988), S. 389–400.
- Western European political parties. A comprehensive guide. Longman, Harlow 1989, ISBN 0-582-00113-7.
- Austrian politics and society today. In defense of Austria. Macmillan, Basingstoke 1991, ISBN 0-333-53210-4.
- The Baltic. A regional future? Macmillan, London 1992, ISBN 0-333-55585-6.
- Belgium and Germany. An enigma relationship. In: Dirk Verheyen (Hrsg.): The Germans and their neighbors. Westview Press, Boulder, Colo. 1993, ISBN 0-8133-8522-9.
- Regional co-operation in Central Europe. In: West European politics, Bd. 16 (1993), S. 380–400.
- The European Commission. In: Andrew Duff (Hrsg.): Maastricht and beyond. Building the European Union. Routledge, London 1995, S. 179–189, ISBN 0-415-10818-7.
- Damming the Danube. Gabčikovo and post-communist politics in Europe. Westview Press, Boulder, Colo. 1996, ISBN 0-8133-2164-6.
- Die EG auf dem Weg ins nächste Jahrhundert. In: Moritz Röttinger (Hrsg.): Handbuch der europäischen Integration. 2. Aufl. Bundesanzeiger, Wien usw. 1996, S. 357–369, ISBN 3-214-05991-2.
- The politics of Belgium. A unique federalism. Hurst, London 1996, ISBN 1-85065-215-5.
- National parliamentary control of EU policy in the three new member states. In: West European politics, Bd. 19 (1996), S. 88–96.
- Politics and government in the Visegrad countries. Poland, Hungary, the Czech Republic and Slovakia. Macmillan, Basingstoke 1998, ISBN 0-333-65964-3.
- Belgium. A laboratory of federalism. In: Don N. McIver (Hrsg.): The politics of multinational states. Macmillan, Basingstoke 1999, S. 87–106, ISBN 0-333-65319-X.
- Belgium stays "purple". The 2003 federal election. In: West European politics, Bd. 27 (2004), S. 146–156.
- Divided governance. The case of Denmark. In: Robert Elgie (Hrsg.): Divided government in comparative perspective. Oxford University Press, Oxford 2005, S. 146–166, ISBN 0-19-829565-0.